# 浅野忠敬
浅野 忠敬（あさの ただひろ、享和元年12月8日（1802年1月11日） - 安政7年1月1日（1860年1月23日））は、江戸時代末期（幕末）の安芸国広島藩筆頭家老。三原浅野家第10代当主。第9代当主浅野忠順の養子。藤堂監物信任の次男として伊勢国津に生まれた。母は三原家第8代当主浅野忠正の娘。幼名は挺二郎。通称は甲斐。子に浅野忠英（敬五）、秀子（池田政昭室）。

## 人物
文化11年（1814年）、14歳の時に家督を継ぎ三原3万石領主、広島藩家老となった。
文化13年（1816年）、広島の自邸内に講学所（のちに朝陽舘）を設け、江戸より湯浅正平を招聘し、藩士に儒学を学ばせた。また、文政3年（1820年）7月、三原城に明善堂を設置し、備中国内から西山孝恂を招聘し初代教頭とした。文政8年（1825年）8月、安芸国賀茂郡下市村より石井儀右衛門（号・豊州）を招聘し、2代目教頭とした。
文政11年（1828年）6月、三原城北隅櫓の石垣孕出の補修にあたり、図面を添付して老中青山忠裕に申請をし、文政13年（1830年）4月に老中連署の奉書により許可を得た。天保3年（1832年）5月に江戸へ行き、7月1日に江戸城に登城し、将軍徳川家斉に拝謁し、礼を述べている。
忠敬は囲碁を好み、天保6年（1835年）頃より、囲碁に強く漢詩を能くした備中国賀茂郡下野村宝泉寺10世教甫（号・葆真（ほしん）、または竹原（ちくげん））と親交した。また、この年にまだ7歳であった安田栄斎（のちの本因坊秀策）を教甫に師事させ、自ら禄を与えた。栄斎はのちに江戸へ修行に行き、十四世本因坊秀和の跡目となった。
天保7年（1836年）7月、饒津神社（当時は二葉御社）の社殿造営に石燈籠2基を献備した。また天保12年（1841年）、広島の自邸を修繕改築した。
天保14年（1843年）9月、43歳にして老齢を理由に順養子（養父の実子）の忠に譲り隠居した。安政7年（1860年）、広島にて61歳で没す。